# Nitrozetmeel
Nitrozetmeel, of juiste benaming zetmeelnitraat (Engels: Nitrostarch) is een secundair explosief vergelijkbaar met cellulosenitraat.
Het wordt gemaakt door een nitrering van zetmeel (amylopectine, amylose) met een mengsel van zwavelzuur en salpeterzuur. Net als cellulosenitraat draagt zetmeelnitraat ook op veel plaatsen de (nitraat) ONO2 en niet de nitro (NO2) groep. En ook hier hangt de mate van explosieve kracht af van de nitreringsgraad. Dit wordt bepaald door vele variabelen, zoals de zuurgraad. Bij verhitting of blootstellen aan een vlam deflagreert de stof vlug net als cellulosenitraat. Om het te doen detoneren is een flinke schok nodig die geleverd kan worden door een primair explosief.
Zetmeelnitraat is uitgevonden in 1833 door H. Barconnot.
In de Eerste Wereldoorlog werd het gebruikt in handgranaten.